# Tears (canção de X Japan)
"Tears" é o nono single do grupo musical japonês X Japan, lançado em 10 de novembro de 1993. A banda sul-coreana The Trax fez um cover da canção, que foi usado como lado-b do single "Scorpio", produzido por Yoshiki. A canção também apareceu na trilha sonora do filme sul-coreano Nae yeojachingureul sogae habnida.
Como lado-b, o single traz uma versão clássica da mesma canção.

## Desempenho comercial
Alcançou a segunda posição na Oricon e ficou na parada por dezesseis semanas. Foi certificado disco de platina dupla pela RIAJ em julho de 1997.

## Faixas
Todas as faixas escritas e compostas por Yoshiki.
| N.º | Título                    | Duração |  |
| 1.  | "Tears"                   | 10:28   |  |
| 2.  | "Tears (Versão clássica)" | 5:02    |  |

## Créditos
- Toshi – vocais
- Pata – guitarra
- hide – guitarra
- Heath – baixo
- Yoshiki – bateria